# Lophoptera coangulata
Lophoptera coangulata là một loài bướm đêm trong họ Noctuidae.